# IC 4342
IC 4342 — галактика типу Sbc (компактна витягнута спіральна галактика) у сузір'ї Волопас.
Цей об'єкт міститься в оригінальній редакції індексного каталогу.